# Канаев, Николай Александрович
Николай Александрович Канаев (род. 1920 год) — производитель работ строительного управления № 1 треста «Кемеровохимстрой» Министерства строительства предприятий тяжёлой индустрии СССР, Кемерово. Герой Социалистического Труда (1971).
Досрочно выполнил личные социалистические обязательства и плановые производственные задания Восьмой пятилетки (1966—1970). Указом Президиума Верховного Совета СССР (неопубликованным) от 5 апреля 1971 года «за выдающиеся успехи в выполнении заданий пятилетнего плана по строительству и вводу в действие производственных мощностей, жилых домов и объектов культурно-бытового назначения» удостоен звания Героя Социалистического Труда с вручением ордена Ленина и золотой медали Серп и Молот.